# 무보 (무과)
무보(武譜)는, 조선 시대 무과(武科) 급제자의 가계(家系)를 성(姓)과 본관(本貫) 등으로 나누어 기록해 놓은 팔세보(八世譜)이다. 

## 개요
무과 급제자를 성씨에 따라서 책별로 나누고 성씨마다 본관을 구분해서 수록하였다. 수록된 인사는 출신 내력·최종 관직·자호(字號)를 적고, 무과·문과 급제 여부를 표시하였으며, 벼슬을 한 사람이면 그가 근무한 관청과 당시의 상관 이름도 기록했다.
무보에 수록된 인물은 54개 성(姓)에 155개 본관(本貫)으로 총 1,730명이며, 이 가운데 전주 이씨(7.6%) · 전의 이씨(4.7%)·평산 신씨(4.2%)·덕수 이씨(3.9%)·연일 정씨(2.6%)·진주 류씨(2.6%)·평양 조씨(2.5%)·능성 구씨(2.5%)·안동 김씨(2.4%)·안동 권씨(1.9%)·청주 한씨(1.8%) 등의 성관이 전체 점유율이 높다. 그런데 17∼19세기의 무과 급제자 1만 명 정도의 본관성씨를 분석한 결과를 보면 147개 성에 1466개의 본관에서 급제자를 배출하였고, 이들 성관(姓貫) 중에서 김해 김씨·전주 이씨·밀양 박씨·경주 김씨가 4대 성관에 속하며, 진주 강씨·청주 한씨·전주 김씨·경주 이씨·파평 윤씨·남양 홍씨·평산 신씨·해주 오씨·순흥 안씨·안동 김씨·전주 최씨·광주 이씨·제주 고씨·안동 권씨 등에서 다수 배출하였다. 이 결과에 근거하여 볼 때 《무보》에는 《무과방목》에 나타난 성관 가운데 36.7%의 성과 10.6%의 본관만이 수록되어 있는 셈이다. 
또한 '무보'라는 이름이 붙어 있기는 하지만 무과 급제자만을 다룬 것은 아니고 문과 급제자에 대한 언급도 실려 있으며, 한국학중앙연구원 규장각 소장본의 경우 본인을 기점으로 아버지와 할아버지, 증조할아버지, 고조할아버지 순서로 8대(代)까지의 부계(父系) 직계 조상을 기재하였고, 그 아래 외조(外祖)와 장인의 이름 및 관직 등을 썼다. 8대 조상과 외조, 장인 등의 경우는 생(生, 생원)·진(進, 진사)·문(文, 문과)·무(武, 무과)·음(陰, 음서) 등 출신만을 표시하거나 관직 한두 개 정도만 기재하였다.  문과 출신은 빨간색 권점으로, 무과는 파란색으로, 생원과 진사는 노란색으로 표시하였다. 이외에 개명(改名) 사항이나 양자(養子), 생부(生父) 관계 사항도 수록하였다.
각자의 성명 왼편에는 자(字)와 태어난 해의 간지(干支), 무과에 합격한 해의 간지와 합격한 무과의 종류(식년시인가 증광시인가 또는 알성시인가 등), 관직이 제수된 해의 간지, 무과 급제 이전의 추천직 경력 등을 기록하였다. 장원인 경우 '장'(壯)이라고 표기하였다.
정확한 편찬 시기나 동기를 알 수 없으나 조선 시대 무반(武班) 가문의 가계를 총괄하는 자료로써 조선 후기 무과 급제자 및 무반 가문을 구체적으로 파악할 수 있는 기본 자료이며, 아울러 무과 급제자의 관직 이동 과정을 비롯하여 서반직(西班職, 무반)에 대한 구체적인 연구에 도움이 된다고 평가받는다.

## 편찬 시기
'팔세보'는 본인을 최상단에 두고 자신의 조상들을 내려서 기록하는 체제로, 《무보》의 최상단에 실린 인물을 추정해 보면 대부분 순조(純祖)∼고종(高宗) 연간에 활동한 인물들이다. 또한 관직의 기록에 삼군종(三軍從) 즉 삼군부 종사관이 있는데 삼군부는 고종 7년(1870년)에 창설되었으므로 1870년 이후 편찬되었다고 할 수 있다. 

## 자료적 가치
한국학중앙연구원 연구사 정해은은 무보의 자료적 가치에 대하여 다음과 같이 평가하였다. 
첫째, 조선 시대에는 문과와 무과를 대거(對擧)로서 함께 실시하여 문·무과의 설행 횟수가 서로 같았다. 문과 급제자의 경우는 조선 시대 전 시기의 합격자를 집성한 종합방목인 《국조문과방목》이 남아 있어 별다른 어려움 없이 살펴볼 수 있으나 무과 급제자를 수록한 방목은 약 70여개 정도밖에 남아있지 않아 전체 무과 급제자를 파악하기에는 턱없이 부족한 상태로 순조∼고종 연간의 무과 급제자만 다루고 있다는 한계가 있다고 해도 조선 후기 무과 급제자를 파악할 수 있는 기본 자료라고 할 수 있다. 더욱이 무과급제자가 문과나 잡과급제자에 비해 자료가 상대적으로 미비한 점을 고려한다면 《무보》가 자료로서 갖는 의미는 더욱 크다. 
둘째, 조선 후기 무과는 만과(萬科)로 불릴 정도로 법정인원(28명)보다 훨씬 많게 몇 백명 혹은 몇 천명을 뽑는 경우가 허다했다. 그래서 대량으로 무과에 급제한 사람들이 과연 관직에 진출할 수 있었는지, 진출했다면 어떤 관직에 진출했는가는 매우 궁금한 사항으로 여겨졌다. 그러나 이를 알 수 있는 구체적인 근거 자료가 매우 제한되어 있어 제대로 연구가 진척되지 못하였다. 그런데 《무보》에는 간략하지만 무과출신자의 관력이 몇 가지 밝혀져 있으므로 무과 급제자의 출사 경로를 연구할 수 있는 중요한 자료라고 할 수 있다. 특히 무과 장원 급제자가 동반 6품직에 제수되었다는 사례를 보여주고 있어 사료로서의 값어치는 더욱 높다. 
셋째, 조선 후기 오군영(五軍營) 성립 이후 군권(軍權)은 정권(政權)과 연결되면서 전통 무반 가문이 형성되어 나갔다. 그리고 선전관·부장·수문장 등 무반 청요직의 경우에도 가문의 우열에 따라 입사가 결정되어 가문이 좋지 않으면 임용될 수 없었다. 따라서 《무보》에 수록되어 있는 인물들을 성관별로 나누어 진로를 분석해 본다면 가문의 우열에 따라 어떻게 사로가 달라졌는지를 사례별로 검토할 수 있을 것이며, 이런 점에서 《무보》는 서반직 연구는 물론 조선 후기 무반가문을 파악하는 데에도 유용한 자료가 될 수 있다. 
넷째, 조선 시대 천거제도는 주로 문신을 대상으로 한 《홍문록》(弘文錄)과 《도당록》(都堂錄)을 중심으로 연구되고 있지만, 무신의 추천에 대한 연구는 선전관의 모집단을 추천하는 선천(宣薦) 이외에는 아직 밝혀진 사실이 없다. 선천 역시 아직은 걸음마 단계이다. 《무보》에 나타난 서반의 천거직은 남항선전관이 가장 많았으며 남항부장·별군직·내승·무용위 등이었다. 그런데 연대기 자료에서도 남항선전관이 직부전시(直赴殿試)로 무과에 급제하는 경우가 많아 문제시되는 기사가 종종 보인다. 《무보》에는 남항선전관으로 추천받은 사람들이 다수 나와있으므로 서반직에서의 추천사례를 살필 수 있는 근거 자료이다. 이 방면의 연구는 앞으로 관심이 요청되는 분야로서 《무보》는 좋은 실증 사례를 제공할 것으로 여겨진다.

## 간본
한국의 한국학중앙연구원 장서각에는 2종의 무보가 소장되어 있고 각각 K2-1741, K2-1742라는 분류번호가 붙어 있다. 전자(K2-1741)의 경우 조선 말기 고종 연간인 1864년~1895년에 편찬된 것으로, 천(天)·지(地)·인(人) 3책으로 구성, 편찬된 필사본(筆寫本)이며, 상(上)·하(下) 2책으로 구성된 후자(K2-1742)보다 분량이 1책 많다.
또한 후자에서는 본인이었던 사람이 전자에서는 아버지로 기재되어 있고, 과거 급제와 관력 등도 후자보다 더 자세히 기재되어 있는 것으로 보아 전자(K2-1741)가 후자(K2-1742)보다 나중에 편찬된 것으로 판단된다. 전자의 각 책 제1면 우측 상단에는 '장서각도서인'(藏書閣圖書印), 후자의 경우 '이왕가도서지장'(李王家圖書之章)이라는 장서인이 찍혀 있다.
전자는 표지에는 '무보'(武譜),  판심에는 '삼반팔세보'(三班八世譜)라고 상단 여백에 찍혀 있다. 표지 서명 하단에는 책차(冊次)가 천·지·인으로 표기되어 있다. 서근(書根)에는 '무보'라는 제목명과 '책차'가 기재되어 있다(후자는 없다). 본문은 11단의 목판 인찰공책지에 필사하였는데, 주색·황색의 비점이나 권점이 나타나고 첨지를 부착하여 수정한 부분도 있다. 서미에는 주제어를 필사하였다. 후자의 경우는 무과 외에 문과의 급제나 이를 표시한 권점 등이 없다.
전자의 경우 제1책인 천(天)에는 전주(全州), 덕수(德水), 전의(全義) 등을 본관으로 하는 이씨(李氏)와 안동(安東), 경주(慶州) 등을 본관으로 하는 김씨(金氏)의 각 본관별 가계가 수록되어 있다. 특히 조선 왕조의 국성(國姓)이자 종친이기도 했던 전주 이씨는 익안대군파, 효령대군파, 소현세자파 등 왕자들의 후손으로 이루어진 파(派)별로도 구분하였다.
제2책인 지(地)에는 류(柳), 조(趙), 신(申), 백(白) 등 11개 성이 실려 있다.
제3책인 인(人)에는 박(朴), 허(許), 권(權) 등 40개 성의 각 본관별 가계가 기재되어 있다.
후자의 경우는 제1책에 이(李), 김(金), 신(申), 구(具), 류(柳), 박(朴) 등의 성씨별, 본관별 가계가 수록되어 있고, 제2책에는 윤(尹), 백(白), 정(鄭), 허(許) 등 38개 성의 성씨별, 본관별 가계가 수록되어 있다.